# Barrier Bay
Barrier Bay är en vik i Antarktis. Den ligger i Östantarktis. Australien gör anspråk på området.